# Hizmetçiler
Hizmetçiler é uma telenovela turca, produzida pela Fabrika Yapım e exibida pelo Kanal D de 7 de março a 21 de março de 2020, em 3 episódios, com direção de Metin Balekoğlu. Sua trama principal é livremente inspirada na série de televisão mexicana Ellas son... la alegría del hogar de Eugenio Derbez. Após três episódios o folhetim turco, foi cancelado devido à baixa audiência.
Conta com as participações de Deniz Baysal, Algı Eke, Selen Domaç e Aleyna Solaker.

## Enredo
A trama conta a história de 4 empregadas domésticas trabalhando em 4 casas diferentes em um luxuoso complexo em Istambul e suas misteriosas e intrigantes relações com seus patrões.

## Elenco
- Deniz Baysal como Ela Sönmez
- Algı Eke como Atiye Kulaksız
- Selen Domaç como Hacer Tuna
- Aleyna Solaker como Çiçek Tuna
- Seçkin Özdemir como Yiğit Atahanlı
- Yiğit Kirazcı como Aras Atahanlı
- Ayşenil Şamlıoğlu como Nimet Atahanlı
- Gamze Karaduman como Demet Atahanlı
- Nilay Erdönmez coml Gülseren Atahanlı
- Neslihan Arslan como Neslihan Gülkaya
- Hazal Benli como Aslı Coşkun
- Servet Pandur como Belkıs Sipahioğlu
- Cansu Fırıncı como Yaşar Tuna